# Dragoslav Mihailović
Dragoslav Mihailović (17 de Novembro, 1930 - 12 de março de 2023) foi um romancista, contista e ensaísta sérvio.